# Menu

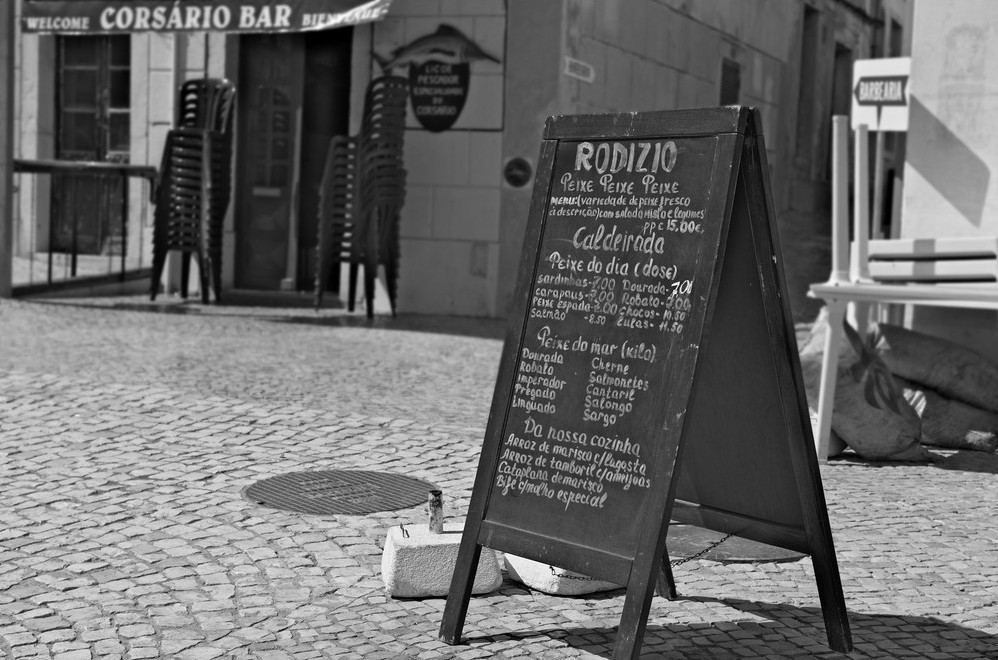
Menu napsané křídou na tabuli před restaurací

Menu (francouzsky meny – malý, maličkost) je jídelní lístek, který obsahuje seznam a pořadí pokrmů, které jsou sestavené do určitého pořadí a podávají při slavnostním obědě nebo večeři. Může to být i seznam pokrmů, které jsou v restauraci podávany jako jeden celek (např. polední menu).

## Pořadí jídel
Jednotlivé pokrmy, chody, je zvykem podávat v dále uvedeném pořadí. Menu nemusí obsahovat všechny položky, obvykle obsahuje alespoň polévku, hlavní chod a moučník.
- aperitiv – úkolem aperitivu je povzbudit chuť k jídlu. Je to obvykle vermut, becherovka, sherry nebo vodka, ale může to být i studený vývar nebo ovocná šťáva
- amuse bouche - malý předkrm, jedno sousto
- studený předkrm
- polévka
- teplý předkrm
- sorbet
- jeden nebo i několik hlavních chodů
- dezert
- moučník
- digestiv – úkolem digestivu je podpořit zažívání po jídle

Výraz menu se často nepřesně používá i jako označení pro jídelní lístek, který obsahuje seznam pokrmů, které restaurace nabízí.